# Shahzoda

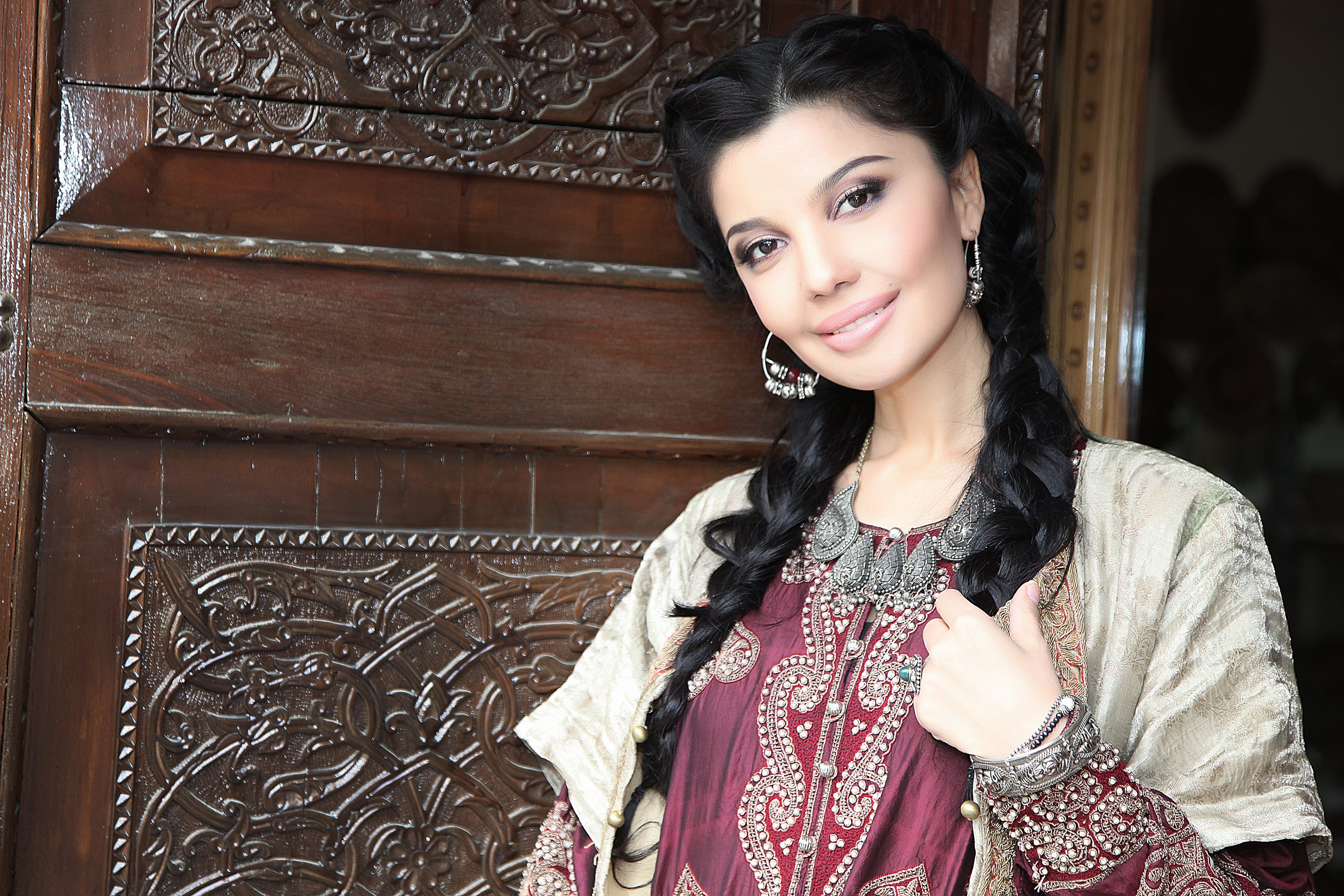
Shahzoda (2012)

Shahzoda (russisch Шахзода; bürgerlicher Name usbekisch Zilola Bohodir qizi Musayeva, russisch Зилола Баходыровна Мусаева, Silola Bachodyrowna Mussajewa; * 28. Juli 1979 in Fargona, Usbekische SSR) ist eine usbekische Popsängerin, die neben ihrem Heimatland auch in einigen anderen Ländern Zentralasiens populär ist.

## Leben
Shahzoda ist die Tochter einer der wenigen Wissenschaftler in Usbekistan und singt in vielen Sprachen (z. B. Russisch, Usbekisch, Tadschikisch). Sie bekleidete auch Hauptrollen im usbekischen Kino (Sevinch, Sarvinoz, Fotima and Zukhra, Zumrad and Qimmat). Die Sängerin ist verheiratet und hat einen Sohn.

## Diskografie

### Studioalben
| Jahr | Album            |
| ---- | ---------------- |
| 2002 | Bor ekan         |
| 2003 | Baxt boʻladi     |
| 2004 | Keragimsan       |
| 2005 | Baxtliman        |
| 2007 | Assalomu alaykum |
| 2009 | Sevgi bor        |
| 2009 | Unutmadim        |
| 2010 | Tilayman         |
| 2011 | Qora koʻzlaring  |
| 2013 | Bu muhabbat      |
| 2014 | Sen menga kerak  |

### Videos
| Jahr | Lied                                                     | Regisseur                                                  |
| ---- | -------------------------------------------------------- | ---------------------------------------------------------- |
| 2000 | "Oʻtib ketadi" (Aziza Jonim bilan)                       |                                                            |
| 2002 | "Yurak sezar"                                            |                                                            |
| 2002 | "Baxt boʻladi (Bor ekan)"                                |                                                            |
| 2004 | "Umr gʻanimat"                                           |                                                            |
| 2005 | "Hayot ayt"                                              | Yodgor Nosirov                                             |
| 2005 | "Qayt" (Shohruh bilan)                                   |                                                            |
| 2005 | "Keragimsan"                                             |                                                            |
| 2006 | "Birinchi sevgi" (Shahriyor bilan)                       | Yodgor Nosirov                                             |
| 2006 | "Faqat sen"                                              | Yodgor Nosirov                                             |
| 2006 | "Kechalar"                                               | Jasur Shametov                                             |
| 2006 | "Yoʻq-yoʻq"                                              | Jasur Shametov                                             |
| 2007 | "Arman"                                                  |                                                            |
| 2007 | "Assalomu alaykum"                                       | Yodgor Nosirov                                             |
| 2007 | "Ayirma"                                                 | Jasur Shametov                                             |
| 2007 | "Orzular"                                                | Jasur Shametov                                             |
| 2007 | "Paxtakor"                                               | Yodgor Nosirov                                             |
| 2007 | "Огни Алматы"                                            | Jasur Shametov                                             |
| 2008 | "Тысяча и одна ночь"                                     | Bahodir Yuldashev                                          |
| 2009 | "Erkala"                                                 | Nahrom Berdiyev                                            |
| 2009 | "Quchgin"                                                | Jasur Shametov                                             |
| 2009 | "Unutmadim"                                              | Jasur Shametov                                             |
| 2009 | "Между небом и землей" (DJ Smash bilan)                  | Jasur Shametov                                             |
| 2010 | "Layli va Majnun"                                        | Jasur Shametov                                             |
| 2010 | "Nagʻzme binam"                                          | Jasur Shametov                                             |
| 2010 | "Ol yuragimni"                                           | Jasur Shametov                                             |
| 2010 | "Tilayman"                                               |                                                            |
| 2010 | "Toʻrt qadam"                                            | Abduvohid Gʻaniyev                                         |
| 2010 | "Люблю тебя"                                             | Pavel Khudyakov                                            |
| 2011 | "Qora koʻzlaring"                                        | Yodgor Nosirov                                             |
| 2011 | "Yoqasan"                                                | Jasur Shametov                                             |
| 2011 | "Все только начинается"                                  |                                                            |
| 2012 | "Bahor"                                                  | Jasur Shametov                                             |
| 2012 | "Flying Tonight" (Sean Bay bilan)                        | Mustafa Mahdi                                              |
| 2012 | "Ishon"                                                  | Akbar Turdiyev                                             |
| 2012 | "Bahor"                                                  |                                                            |
| 2013 | "Ayt"                                                    | Calin Moraru                                               |
| 2013 | "Bu muhabbat"                                            | Aleksandr Syutkin                                          |
| 2013 | "Chicco"                                                 | Sanjar Matkarimov                                          |
| 2013 | "Habibi"                                                 | Yodgor Nosirov                                             |
| 2013 | "Hands in the Air"                                       | Yodgor Nosirov                                             |
| 2013 | "Tirikmanmi?"                                            | Yodgor Nosirov                                             |
| 2013 | "Qoʻllar tepaga"                                         | Yodgor Nosirov                                             |
| 2013 | "Shoshma" (Shohruhxon bilan)                             | Sarvar Isayev                                              |
| 2013 | "Toʻkilib"                                               | Yodgor Nosirov                                             |
| 2013 | "Давай до свидания"                                      |                                                            |
| 2013 | "Как без тебя"                                           |                                                            |
| 2013 | "Медленно"                                               | Aleksandr Syutkin                                          |
| 2013 | "Мой золотой" (Costi Ioniță bilan)                       | Aleksandr Syutkin                                          |
| 2014 | "Qaynona"                                                | Yodgor Nosirov                                             |
| 2014 | "Sen menga kerak"                                        |                                                            |
| 2014 | "Yor-Yorlar"                                             | Yodgor Nosirov                                             |
| 2014 | "Yurak"                                                  | Javlon Turdixoʻjayev                                       |
| 2014 | "Мало ли"                                                |                                                            |
| 2014 | "Shunchaki"                                              | «Benom Media» jamoasi                                      |
| 2014 | "Habibi (Улыбнись и все ОK)" (Faydee va Dr. Costi bilan) |                                                            |
| 2015 | "Super Lady (Bari Gal)" (Jasur Gaipov bilan)             | Yodgor Nosirov                                             |
| 2015 | "Ayrilamiz"                                              | «Benom Media» jamoasi                                      |
| 2015 | "Chiccita (Chicco 2)"                                    | Javlon Turdixoʻjayev, Sarvar Isayev, Izzatulla Lutfullayev |
| 2015 | "Mon cheri"                                              | Timur Primqulov                                            |
| 2015 | "Rashk" (Ulugʻbek Rahmatullayev bilan)                   | Yodgor Nosirov                                             |
| 2015 | "Maqtanchoq" (Bojalar bilan)                             |                                                            |
| 2015 | "Déjà vu"                                                | Yodgor Nosirov                                             |
| 2015 | "Мое чудо"                                               |                                                            |
| 2015 | "Hırka" (Sinan Akçıl bilan)                              | Timur Primqulov                                            |
| 2016 | "Ket" (Shohruh bilan)                                    |                                                            |
| 2016 | "Oʻzbegim"                                               | «Benom Media» jamoasi                                      |
| 2016 | "Linda" (TWO bilan)                                      |                                                            |

## Auszeichnungen
- 2003: "The Image of the Year"; "Best Female Singer of the Year"
- 2004: "The Album of the Year"
- 2005: "The Song of the Year"[2][5]